# Mijen (Kaliwungu)
Mijen is een bestuurslaag in het regentschap Kudus van de provincie Midden-Java, Indonesië. Mijen telt 9713 inwoners (volkstelling 2010).